# 细圆藤属
细圆藤属（学名：Pericampylus）是防已科下的一个属，为攀援状灌木植物。该属共有2－3种，分布于亚洲东南部。